# Joulumaa
Pour plus de détails, voir Fiche technique et Distribution.
Joulumaa est un film de Noël finlandais réalisé par Inari Niemi, sorti en 2017.

## Synopsis
Helena, la cinquantaine, envisage de passer Noël seule après son divorce, sa fille étant à l'étranger. Son ami Ulli parvient à la convaincre de passer Noël dans une ferme tenue par un jeune couple d'agriculteurs.

## Fiche technique
- Titre : Joulumaa
- Réalisation : Inari Niemi
- Scénario : Inari Niemi
- Musique : Joel Melasniemi
- Photographie : Sari Aaltonen
- Montage : Hanna Kuirinlahti
- Production : Miia Haavisto
- Société de production : Helsinki-Filmi
- Pays :  Finlande
- Genre : Comédie dramatique
- Durée : 92 minutes
- Dates de sortie : 
  -  Finlande : 1er décembre 2017

## Distribution
- Milka Ahlroth : Helena
- Anna Paavilainen : Unna
- Mari Rantasila : Ulli
- Eero Ritala : Tuure
- Martti Suosalo : Oiva
- Tommi Korpela : Harri
- Irmeli-Unelma Hyde : Malva
- Eino Heiskanen : Henri
- Samuli Niittymäki : Asser
- Niina Koponen : Ivana
- Julia Lappalainen : Sofia

## Distinctions
Le film a été nommé pour quatre Jussis.